# (34526) 2000 SY205
2000 SY205 (asteroide 34526) é um asteroide da cintura principal. Possui uma excentricidade de 0.14979730 e uma inclinação de 1.55893º.
Este asteroide foi descoberto no dia 24 de setembro de 2000 por LINEAR em Socorro.